# Xanthonoide

Mangiferin, un xanthonoid encontrado en mangos

Un xanthonoide es una sustancia química natural de fenól compuesto formado a partir de la xantona backbone. Muchos miembros de la familia Clusiaceae contienen xanthonoides.
La biosíntesis de Xanthonoide en cultivos de células de Hypericum androsaemum implica la presencia de una condensación de sintasa benzofenona de una molécula de benzoil-CoA con tres malonil-CoA pasando a 2,4,6-trihidroxibenzofenona . Este intermedio se convierte posteriormente por una benzofenona 3'-hidroxilasa, una monooxigenasa del citocromo P450, lo que lleva a la formación de 2,3',4,6-tetrahidroxibenzofenona.
Algunos ejemplos son tomentonone, zeyloxanthonone y calozeyloxanthone aislado de la corteza de Calophyllum tomentosum, apetalinone A, B, C y D de Calophyllum apetalum, gaudichaudione A, B, C, D, E, F, G, H, gaudichaudiic acid A, B, C, D, E, morellic acid y forbesione de Garcinia gaudichaudii, methylswertianin y bellidifolin de Swertia punicea o psorospermin obtenido de Psorospermum febrifugum. Cassiaxanthone se puede encontrar en Cassia reticulata.
Citotóxicos xanthonas (gambogin, morellin dimethyl acetal, isomoreollin B, moreollic acid, gambogenic acid, gambogenin, isogambogenin, desoxygambogenin, gambogenin dimethyl acetal, gambogellic acid, gambogic acid, isomorellin, morellic acid, desoxymorellin y hanburin) se pueden aislar del látex seco de Garcinia hanburyi (gamboge tree).